# Jadwiga Borzęcka
Jadwiga Borzęcka (1 de febrer de 1863, Grodno, Polònia - † 27 de setembre de 1906, Kęty, Polònia) fou una religiosa catòlica polonesa, cofundadora de les Germanes de la Resurrecció de Nostre Senyor Jesucrist.

## Biografia
Borzęcka va néixer a Obrębszczyzna, prop de la ciutat de Grodno (avui part de Belarús), en temps de la Polònia de l'Imperi Rus. Els seus pares foren Józef Borzęcki i Celina Chludzińska Borzęcka. El 1875 va quedar òrfena de pare i va traslladar-se amb la seva mare a Roma. Allà van conèixer Piotr Semenenko, un dels fundadors de la Congregació de la Resurrecció, i van prendre'l com a confessor i director espiritual. Fou aquest sacerdot qui va preparar Jadwiga per a la primera comunió i qui va animar-la per prendre els vots religiosos el 6 de gener de 1891.
Borzęcka va col·laborar amb el seu director espiritual i amb la seva mare en la fundació de les Germanes de la Resurrecció de Nostre Senyor Jesucrist el 1882, amb case mare a roma, convertint-se en la branca femenina de la Congregació de la Resurrecció. La seva primera missió fou dirigir la fundació de la comunitat a Kęty, Polònia. La religiosa va morir en aquesta comunitat el 27 de setembre de 1906 a causa d'una insuficiència cardíaca.

## Culte
La causa per a la beatificació i canonització de Jadwiga Borzęcka fou introduïda a l'arxidiòcesi de Cracòvia el 10 d'abril de 1954. El 27 de juny de 1959 la competència va passar a la diòcesi de Roma. El 17 de desembre de 1982 el papa Joan Pau II la va declarar venerable i, segons el procés de l'Església Catòlica, s'espera un miracle, atribuït a la seva intercessió, per a la beatificació.